# Thomas Endres
Thomas Endres (12 de septiembre de 1969) es un deportista alemán que compitió para la RFA en esgrima, especialista en la modalidad de florete.
Participó en los Juegos Olímpicos de Seúl 1988, obteniendo una medalla de plata en la prueba por equipos. Ganó una medalla de plata en el Campeonato Mundial de Esgrima de 1989.

## Palmarés internacional
| Juegos Olímpicos   | Juegos Olímpicos        | Juegos Olímpicos | Juegos Olímpicos    |
| Año                | Lugar                   | Medalla          | Prueba              |
| ------------------ | ----------------------- | ---------------- | ------------------- |
| 1988               | Seúl (Corea del Sur)    | Medalla de plata | Florete por equipos |
| Campeonato Mundial |                         |                  |                     |
| Año                | Lugar                   | Medalla          | Prueba              |
| 1989               | Denver (Estados Unidos) | Medalla de plata | Florete por equipos |